# Sozialistische ökonomische Integration
Als sozialistische ökonomische Integration bezeichnete man die wissenschaftlich-technische Zusammenarbeit sowie die gegenseitige Ergänzung und Verflechtung der im Rat für gegenseitige Wirtschaftshilfe (RGW) vertretenen sozialistischen Länder. Die sozialistische ökonomische Integration war dabei Ausdruck der sozialistischen internationalen Vergesellschaftung von Produktion und Arbeit und der fortschreitenden Internationalisierung des Wirtschaftslebens. Als fortdauernder Prozess existierte sie bis zur Selbstauflösung des RGW und dem Zerfall des sozialistischen Lagers 1991.

## Grundlagen
Die Grundlagen der sozialistischen ökonomischen Integration waren laut Beschluss die "Prinzipien des sozialistischen Internationalismus, die Achtung der staatlichen Souveränität und Unabhängigkeit, die Wahrung der nationalen Interessen, die Nichteinmischung in die inneren Angelegenheiten der Länder sowie die völlige Gleichberechtigung und der gegenseitige Vorteil auf Basis kameradschaftlicher Hilfe unter den sozialistischen Ländern".

## Ziele
Die sozialistische ökonomische Integration war ein „bewußt und planmäßig gestalteter Prozeß“
mit dem Ziel der:
- internationalen sozialistischen Arbeitsteilung und Kooperation
- Herausbildung einer modernen, hocheffektiven Struktur der Volkswirtschaften
- Erweiterung und Festigung des internationalen Marktes dieser Länder sowie der Vervollkommnung der Ware-Geld-Beziehungen
- Herausbildung stabiler Verbindungen in den Hauptzweigen der Wirtschaft, Wissenschaft und Technik
- allseitigen Annäherung und schrittweisen Angleichung ihres ökonomischen Entwicklungsniveaus.

## Entwicklung
Im Rahmen der sozialistischen ökonomischen Integration, gelang es den Ländern des RGW seit Beginn der 70er Jahre, ihre Volkswirtschaften gegenseitig eng zu verflechten und so Produktionsprozesse international abzustimmen. So wurden beispielsweise sämtliche Straßenbahnen des sozialistischen Lagers in der ČSSR gebaut, während in der DDR der Schwerpunkt auf Konsumartikeln und Mikroelektronik für die anderen RGW-Staaten lag. Auf der 44. Tagung des RGW (1988) bekräftigten die Vertreter die Übereinkunft „über die schrittweise Herausbildung der Bedingungen für eine freie Bewegung von Waren, Leistungen und anderen Produktionsfaktoren … mit dem Ziel der Schaffung eines vereinigten Marktes in der Perspektive, nachdem vorher die Voraussetzungen dafür untersucht worden sind.“

## Bedeutung in der DDR
In der DDR hatte die sozialistische ökonomische Integration einen sehr hohen Stellenwert und wurde u. a. im Programm der SED verankert.